# Фонтана, Энтони
Э́нтони Уи́льям Фонта́на (англ. Anthony William Fontana; 14 октября 1999, Ньюарк, Делавэр, США) — американский футболист, полузащитник клуба USL «Колорадо-Спрингс Суитчбакс».

## Карьера

### Клубная карьера
Фонтана — воспитанник академии футбольного клуба «Филадельфия Юнион». С 2016 года он начал выступать за фарм-клуб «Филадельфии Юнион» — «Бетлехем Стил». Его дебют в USL состоялся в возрасте 16 лет в июле 2016 года в матче против «Цинциннати». 17 июля 2017 года «Филадельфия Юнион» объявила о подписании Фонтаны в качестве доморощенного игрока, контракт вступил в силу 1 января 2018 года. В своём дебютном матче в MLS, во встрече первого тура сезона 2018 против «Нью-Инглэнд Революшн» 3 марта, он отметился голом. По окончании сезона 2021 срок контракта Фонтаны с «Филадельфией Юнион» истёк, и клуб предложил игроку новое соглашение.
В феврале 2022 года Фонтана подписал контракт с клубом итальянской Серии B «Асколи». Дебютировал за «Асколи» 6 мая в матче заключительного тура сезона 2021/22 против «Тернаны», выйдя на замену в конце второго тайма.
8 марта 2023 года перешёл в нидерландский ПЕК Зволле, подписав контракт до конца сезона с возможностью продления ещё на один год. В мае 2023 года продлил контракт до середины 2025 года. 2 января 2025 года ПЕК Зволле объявил о расторжении контракта с игроком.

### Международная карьера
Фонтана был включён в состав сборной США до 20 лет на молодёжный чемпионат КОНКАКАФ 2018. На турнире сыграл в двух из восьми матчей сборной и забил в них четыре гола.

## Достижения
Командные
 «Филадельфия Юнион»
- Победитель регулярного чемпионата MLS: 2020

 сборная США до 20 лет
- Чемпион КОНКАКАФ среди молодёжных команд: 2018